# 986년

## 연호
- 북송(北宋) 옹희(雍熙) 3년
- 요(遼) 통화(統和) 4년
- 일본(日本) 간나(寛和) 2년
- 전 레 왕조(前黎朝) 티엔푹(天福) 7년

## 기년
- 북송(北宋) 태종(太宗) 11년
- 요(遼) 성종(聖宗) 5년
- 고려(高麗) 성종(成宗) 5년
- 전 레 왕조(前黎朝) 대행제(大行帝) 7년

## 사건
- 정안국이 멸망하고 요나라가 4주(州)를 설치함.

## 사망
- 정안국(定安國)의 2대 국왕(國王) 오현명(烏玄明)
- 3월 2일 - 서프랑크 왕국의 국왕 로타르 3세 (b.941)